# Lipovník (Nitra)
Lipovník (in ungherese Lipovnok) è un comune della Slovacchia facente parte del distretto di Topoľčany, nella regione di Nitra.